# Oplachantha atricalx
Oplachantha atricalx är en tvåvingeart som beskrevs av James 1977. Oplachantha atricalx ingår i släktet Oplachantha och familjen vapenflugor. Inga underarter finns listade i Catalogue of Life.